# I viaggi di Gulliver (film 1939)
I viaggi di Gulliver (Gulliver's Travels) è un film d'animazione del 1939, diretto e prodotto da Max Fleischer e distribuito dalla Paramount Pictures.
Tratto da I viaggi di Gulliver, racconta solo la prima parte del capolavoro di Jonathan Swift. Fu interamente creato con mezzi artigianali (disegni a mano) e con gli sfondi realizzati con la tecnica dell'acquerello. Questo film è attualmente nel pubblico dominio per scadenza dei diritti d'autore.

## Trama

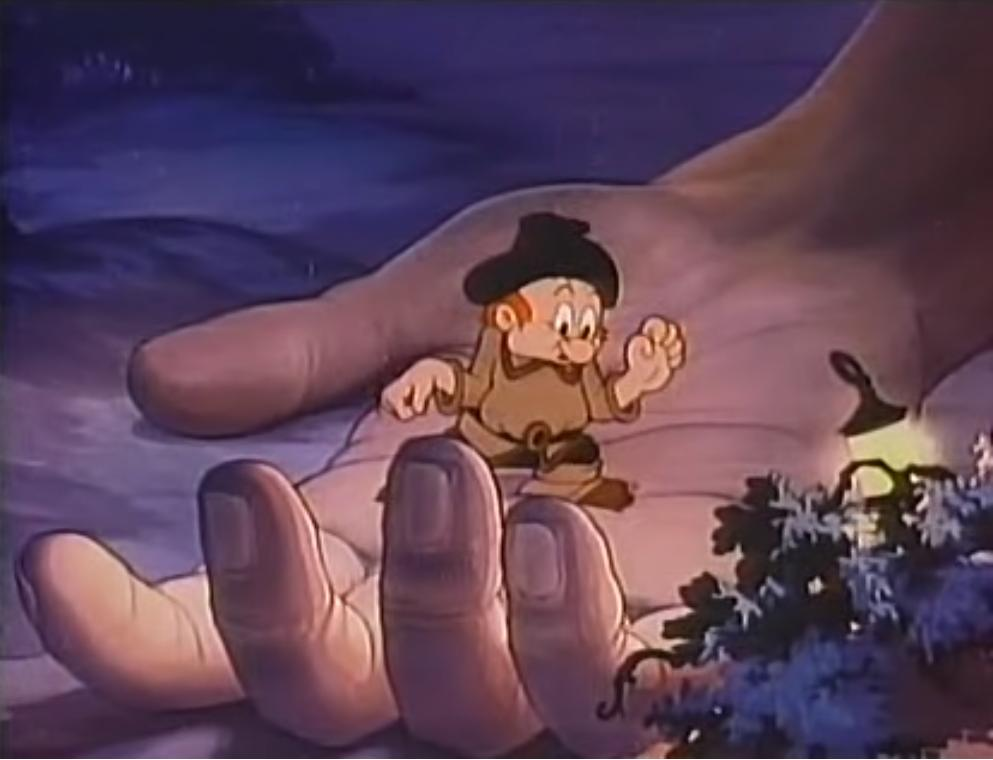
Gabby in una scena del film

Il film inizia con l'inquadratura di una lettera scritta da Gulliver, che descrive in forma di diario la scena successiva: si vede Gulliver lottare nel mare in burrasca e naufragare nell'isola di Lilliput. Gulliver cade a terra stanco e viene scoperto da Gabby, un guardiano notturno dell'isola, che in preda al panico corre ad avvertire il re Little III. Quest'ultimo però non può riceverlo al momento, perché sta firmando un contratto di nozze insieme al Re Bombo, per unire in matrimonio i loro figli, la Principessa Gloria e il Principe Davide.
Inizialmente tutto sembra andare per il meglio, ma poco dopo,  a causa di una discussione dei due sovrani riguardo alla canzone da suonare al matrimonio (Fedeltà la canzone di Lilliput o Per sempre la canzone di Blefuscu), Bombo decide di rompere il contratto di matrimonio e dichiarare guerra ai lillipuziani, con grande dispiacere dei due fidanzati. Anche Little III, pur sapendo che la guerra farà del male, decide che se Bombo la vuole, l'avrà. Subito dopo, Gabby riesce a farsi ricevere dal re e ad avvertirlo del gigante coricato sulla spiaggia, anche temendo all'improvviso che il "gigante" sia una spia nemica: Little incarica Gabby, sospettoso come lui che il "gigante" sia una spia di Bombo, di legare Gulliver e di portarlo ai piedi del palazzo reale. Gabby, suonando la campana di emergenza, raduna tutti gli uomini di Lilliput per costruire una piattaforma di tronchi, trainata da cavalli, su cui adagiano il naufrago. Il mattino seguente, portato Gulliver nel regno, Gabby va a chiamare sua maestà che, spaventato dal gigante, corre a nascondersi.
I lillipuziani cominciano a togliere di dosso al prigioniero tutti gli oggetti che portava con sé, tra cui una pistola che cadendo spara e lo sveglia. Gulliver spiega ai Lillipuziani di non essere una minaccia, ed intanto Bombo, che si accingeva con le sue truppe navali ad attaccare il regno, fugge in tutta fretta alla vista del gigante. I lillipuziani, fidandosi ormai di lui, fabbricano un nuovo vestito a Gulliver, e quella sera stessa festeggiano il suo arrivo.
Nel frattempo Re Bombo comunica con le sue spie a Lilliput per uccidere Gulliver, perché costituisce una minaccia per Blefuscu. Le spie progettano di uccidere Gulliver con la sua stessa pistola e rispondono velocemente. Il giorno dopo, mentre Gulliver intrattiene i suoi anfitrioni e intanto medita come tornare a casa, Re Bombo comunica alle spie che attaccherà Lilliput il giorno dopo all'alba, facendo consegnare il messaggio ad un piccione viaggiatore, ma Gabby intercetta l'animale e avverte tutta Lilliput dell'attacco. Re Little III corre a guidare l'esercito alla difesa, mentre Gulliver scende in mare a ordinare a Bombo di cessare il fuoco, e non venendo ascoltato afferra le navi nemiche con le loro cime, per tirarle a riva.
I principi Davide e Gloria si accorgono delle spie che stanno puntando la pistola a Gulliver, Davide corre a fermarli e per poco non rimane ucciso precipitando insieme all'arma sulla spiaggia. Di fronte allo sconforto generale, per cui Gulliver rimprovera i regnanti, Davide si riprende e insieme alla principessa Gloria canta unendo le due canzoni, "Fedeltà" e "Per sempre", creando come gli aveva suggerito Gulliver la canzone "Fedeltà per sempre". Con la nuova canzone, i popoli tornano in pace, Davide e Gloria possono finalmente sposarsi, ed i due popoli costruiscono per Gulliver una scialuppa, che gli consentirà di tornare a casa.

## Produzione
In seguito al successo di Biancaneve e i sette nani di Walt Disney, Max Fleischer volle creare un film d'animazione, pensando prima ad un film che avesse come protagonista Betty Boop o Popeye, ma l'idea di un film con questi personaggi fu abbandonata a causa di uno sciopero avvenuto nel 1937 ai Fleischer Studios. Dopo lo sciopero gli Studios si trasferirono a Miami in Florida, e la Paramount Pictures incaricò i Fratelli Fleischer di realizzare un lungometraggio animato basato su I Viaggi di Gulliver di Jonathan Swift. Max Fleischer decise di adattare soltanto il primo dei quattro viaggi.
Il personaggio Gabby fu molto gradito dal pubblico e gli fu dedicata una serie di cartoni animati prodotti tra il 1940 e il 1941. Come voce per il personaggio di Gabby si scelse quella di Pinto Colvig, che dava la voce a Goofy ed altri personaggi dei cartoni Disney. Il film uscì, come programmato, nel dicembre del 1939 e fu un successo, ma non al botteghino, soprattutto perché la Seconda guerra mondiale aveva bloccato le uscite all'estero, soprattutto in Europa che era una grossa fonte di incassi. Per questo motivo Fleischer non poté saldare i debiti per lo spostamento degli studi, ma promise ai dirigenti della Paramount di saldare i debiti producendo per il 1941 un nuovo lungometraggio animato. Anche il film in questione, dal titolo Hoppity va in città, fu tuttavia un completo fiasco al botteghino e segnò la chiusura definitiva dei Fleischer Studios nel 1942.
Uno dei critici della pellicola era Walt Disney, che disse che «si sarebbe potuto ottenere un film migliore con degli animatori di seconda mano, ma almeno uno sceneggiatore».
Nella produzione è stato usato molto il rotoscopio, specialmente per Gulliver, il Principe Davide e la Principessa Gloria. Successivamente furono dedicati dei corti anche a Sneak, Snoop e Snitch nella serie Animated Antics.

## Distribuzione
Negli Stati Uniti il film è uscito in DVD e Blu-ray Disc il 10 marzo 2009, in occasione del 70º anniversario dall'uscita al cinema.

## Candidature al Premio Oscar
- Victor Young candidato come migliore musica.
- Ralph Rainger e Leo Robin come miglior canzone: Faithful Forever.

## Canzoni
Il film presenta 8 canzoni:
Testi di Leo Robin, musiche di Ralph Rainger.
1. All's Well
2. Faithful
3. Forever
4. It's a Hap-Hap-Happy Day (testo: Sammy Timberg, Al J. Neiburg e Winston Sharples)
5. Bluebirds in the Moonlight
6. I Hear a Dream
7. We're All Together Now
8. Faithful Forever

## Cortometraggi seguiti
Dal film è stata seguita una serie di cortometraggi animati dedicati a Gabby, dal 1940 al 1941, in cui il personaggio si ficca sempre nei guai.
- Gabby re di Lilliput per un giorno (King For a Day, 1940)
- The Constable (1940)
- All's Well (1941)
- Gabby e il kango (Two for the Zoo, 1941)
- Swing Cleaning (1941)
- Gabby formaggio di fuoco (Fire Cheese, 1941)
- Gabby va a pesca (Gabby Goes Fishing, 1941)
- It's a Hap-Hap-Happy Day (1941)